# Chloroclystis cuneativenis
Bosara cuneativenis là một loài bướm đêm trong họ Geometridae.